# Streblocera tsuifengensis
Streblocera tsuifengensis är en stekelart som beskrevs av Chou 1990. Streblocera tsuifengensis ingår i släktet Streblocera och familjen bracksteklar. Inga underarter finns listade i Catalogue of Life.